# Dosin
Dosin is een plaats in het Poolse district  Legionowski, woiwodschap Mazovië. De plaats maakt deel uit van de gemeente Serock en telt 230 inwoners.